# Hapoel Tel Awiw
Hapoel Tel Awiw Football Club (hebr. הפועל תל-אביב, pol. Klub Piłkarski „Robotnik” Tel Awiw) – izraelski klub piłkarski z Tel Awiwu założony w 1923.
Od 1995 klub brał udział w europejskich rozgrywkach klubowych i posiada najwyższą rangę spośród wszystkich izraelskich klubów. Wśród jego osiągnięć należą m.in. zwycięstwa z Chelsea, A.C. Milan, Hamburger SV, Paris Saint-Germain, Benfica, Rangers i Celtic. Jest również jednym z zaledwie trzech izraelskich drużyn, które zakwalifikowały się do fazy grupowej Ligi Mistrzów UEFA i jedną z pięciu, które są członkami zwykłymi Europejskiego Stowarzyszenia Klubów.
Nazwa „Hapoel” oznacza w języku hebrajskim „robotnik”. Natomiast logo, zawierające symbol sierpa i młota, jest odwołaniem do klubowych tradycji proletariackich, a także idei marksistowskich, socjalistycznych oraz socjalistyczno-syjonistycznych.

## Historia
Hapoel Tel Aviv F.C. zostało założone w 1923, ale krótko po tym rozwiązane. Klub został ponownie utworzony w 1925, a następnie po raz trzeci w maju 1926. W 1927 klub połączył się z Allenby F.C., przyjmując nowoczesną formę. Jest częścią stowarzyszenia sportowego Hapoel, które było zrzeszone przy związku zawodowym Histadrut, a zwolenników klubu często określano komunistami.
W 1928 klub doszedł do finału Pucharu Palestyny (pierwszego uznanego przez Izraelski Związek Piłki Nożnej). Chociaż pokonali Maccabi Hasmonean Jerusalem 2–0, Hapoel wystawił niekwalifikującego się gracza, co spowodowało, że puchar został podzielony. W latach 1933–1934 klub wygrał dublet, kończąc jako mistrz Ligi Palestyńskiej. Wygrał wówczas każdy mecz i jest jedynym izraelskim klubem, który zdołał osiągnąć taki wynik.
Klub w ramach rozgrywek Ligi Europy w 2012 odbył dwa mecze z Legią Warszawa, przy czym pierwszy 29 września 2011 przegrany 2:3, drugi 15 grudnia wygrany 2:0.

## Osiągnięcia
- 14 razy mistrzostwo Izraela: 1934, 1935, 1936, 1938, 1940, 1943, 1956/57, 1965/66, 1968/69, 1980/81, 1985/86, 1987/88, 1999/00, 2009/10
- 15 razy Puchar Izraela: 1928, 1934, 1937, 1938, 1939, 1960/61, 1971/72, 1982/83, 1998/99, 1999/00, 2005/06, 2006/07, 2009/10, 2010/11, 2011/12
- Toto Cup: 2001/02
- Azjatycka Liga Mistrzów: 1966/67

## Kibice i powiązania polityczne
Kibice należący do Ultras Hapoel często stosują w czasie meczów flagi z wizerunkami Che Guevary i Karola Marksa, a także transparenty z takimi hasłami jak „Robotnicy świata, łączcie się!”. Utrzymują przyjazne stosunki ze środowiskami kibiców innych klubów piłkarskich, wśród których również występują znaczne związki z ruchem Antify. Szczególnie silne więzi są obecne w stosunku do kibiców takich klubów piłkarskich jak FC St. Pauli, Standard Liège, Omonia Nikozja i Celtic.
Za głównym przeciwników Hapoel Tel Awiw uznaje się Maccabi Tel Awiw (z którym odbywają się derby) oraz Beitar Jerozolima. Oba kluby wiązane są ze środowiskiem izraelskiej skrajnej prawicy.
„Ha-Arec” opublikował w czerwcu 2011 wyniki ankiety, według której, Hapoel jest drugim najpopularniejszym klubem piłkarskim wśród izraelskich Arabów, zaraz po Maccabi Hajfa.
Na podstawie innego badania, opublikowanego przez „Jedi’ot Acharonot”, Hapoel jest czwartym najbardziej popularnym klubem piłkarskim według izraelskich fanów piłki nożnej. Z tego samego badania wynikało, że 32% mieszkańców Tel Awiwu kibicuje drużynie.